# Pertorini Rezső
Pertorini Rezső (Kőszeg, 1927. szeptember 1. – Budapest, 1980. április 19.) orvos, pszichiáter, neurológus szakorvos, az orvostudományok kandidátusa (1970). Második felesége Péchy Zsuzsa pszichiáter.
Kiemelkedő jelentőséggel bír klinikai munkássága, nevéhez fűződik a csoportterápia bevezetése és elterjesztése Magyarországon.
Orvosi tevékenysége mellett legismertebb műve a Csontváry Kosztka Tivadarról írt könyve (Csontváry patográfiája, 1966).

## Élete
Középiskolai tanulmányait a Kőszegi Szent Benedek-rendi Katolikus Ferenc József Gimnáziumban végezte, ahol 1945-ben tett érettségi vizsgát. Ugyanebben az évben felvételt nyert a Pázmány Péter Tudományegyetem Orvostudományi Karára. 1951. augusztus 28-án – a korábbi Orvostudományi Karból önállósult – Budapesti Orvostudományi Egyetemen avatták orvosdoktorrá.
Ezután az Országos Mozgásterápiai Intézet dolgozója lett, rövid időn belül a Róbert Károly körúti Kórház segédorvosa az Elmeosztályon, 1958-ig volt ebben a beosztásban, alorvosként, majd adjunktusként.
Folyamatosan képezte magát, 1955-ben pszichológiai, 1958-ban neurológiai, és törvényszéki elmeorvostani szakvizsgát tett. 1958-as szakvizsgáján meghívást kapott Juhász Pál professzortól, az általa vezetett Debreceni Orvostudományi Egyetem Ideg- és Elmeosztályára, ahol 1963 végéig dolgozott. 
1963-ban pályázat útján elnyerte a budapesti Országos Ideg- és Elmegyógyászati Intézet Férfi Funkcionális Idegosztályának osztályvezető főorvosi állását, s itt tevékenykedett haláláig. Magyarországon először itt vezetett be csoport-terápiás foglalkozásokat.
Az Ideg-elmeorvos Társaság Pszichoterápiás Munkacsoportjának tagja volt. Közreműködött a Pszichoterápiás Hétvégek megszervezésében.
1974-től a Szocialista Országok Pszichoterápiás Munkacsoportjának magyarországi képviselője, 1980-ban a Magyar Pszichológiai Társaság vezetőségi tagja, a Klinikai Pszichológiai Szekció elnöke volt.
Rendszeresen oktatott az Orvostovábbképző Intézetben, majd a Semmelweis Orvostudományi Egyetemen.
Tudományos tevékenységét jellemzi, hogy közel 40 tanulmányt jelentetett meg a klinikai pszichiátria, a neurológia és az orvosi pszichológia területéről.
1980. április 19-én hunyt el, temetésére a kőszegi temetőben került sor.

## Munkássága
Szenvedélyesen kutatta a zsenialitás és az őrültség határainak megismerése és elemzése témakört. Ennek köszönhetően kiemelkedő művészek és alkotók remekműveit illetve személyiségét vizsgálta. Csontváry Kosztka Tivadar és Gulácsy Lajos festőművészek élete, munkássága és személyisége kiemelkedő szerephez jutottak érdeklődésében.
Sigmund Freud és Ferenczy Károly barátságát, valamint alkotásait szintén elemezte, róluk számos tanulmányt írt. Kutatómunkája következtében egy addig ismeretlen levelezést is fölfedezett kettejük között, melyről tanulmányt is írt. A levél az 1990-es évek elején elárverezésre került, jelenleg ismeretlen helyen található.
József Attila személye sem kerülte el figyelmét, aki mint egy zseniális- , és mint egy beteg elme is érdekelte. Gyömrői Edit, aki József Attila pszichológusa volt és egy Rorschach-tesztet is felvett a költővel, egy konferencián átadta a vizsgálat jegyzőkönyveit Pertorininek. A költő személyiségének átfogóbb, mélyebb elemzésével végül nem foglalkozott.
Főorvosi munkássága során szüntelen igyekezett kollégáinak szakma fejlődését és előbbre jutását segíteni. Pertorini karizmatikus személyisége nem csak betegeiben, de kollégáiban is mély benyomást keltett, köszönhetően segítőkészségének, empátiájának, széles látókörének, tájékozottságának és tudásanyagának.

## Főbb művei
- Hypothermia és hibernatio XVI. Chlorpromazin koraszülöttek kezelésében. Wohlmuth Gertrúddal, Véghelyi Péterrel. (Gyermekgyógyászat, 1959, 1.)
- Neurosisok a mindennapos orvosi gyakorlatban. Medicina Könyvkiadó. Budapest, 1965
- Csontváry patográfiája. Akadémiai Kiadó. Budapest, 1966
- Psychotherapia. Medicina Könyvkiadó. Budapest, 1969
- Személyiségzavarok. Horváth Szabolccsal. Medicina Könyvkiadó. Budapest, 1972
- Orvosi pszichológia a gyakorlatban. Medicina Könyvkiadó. Budapest, 1976